# No More Heroes (serie)

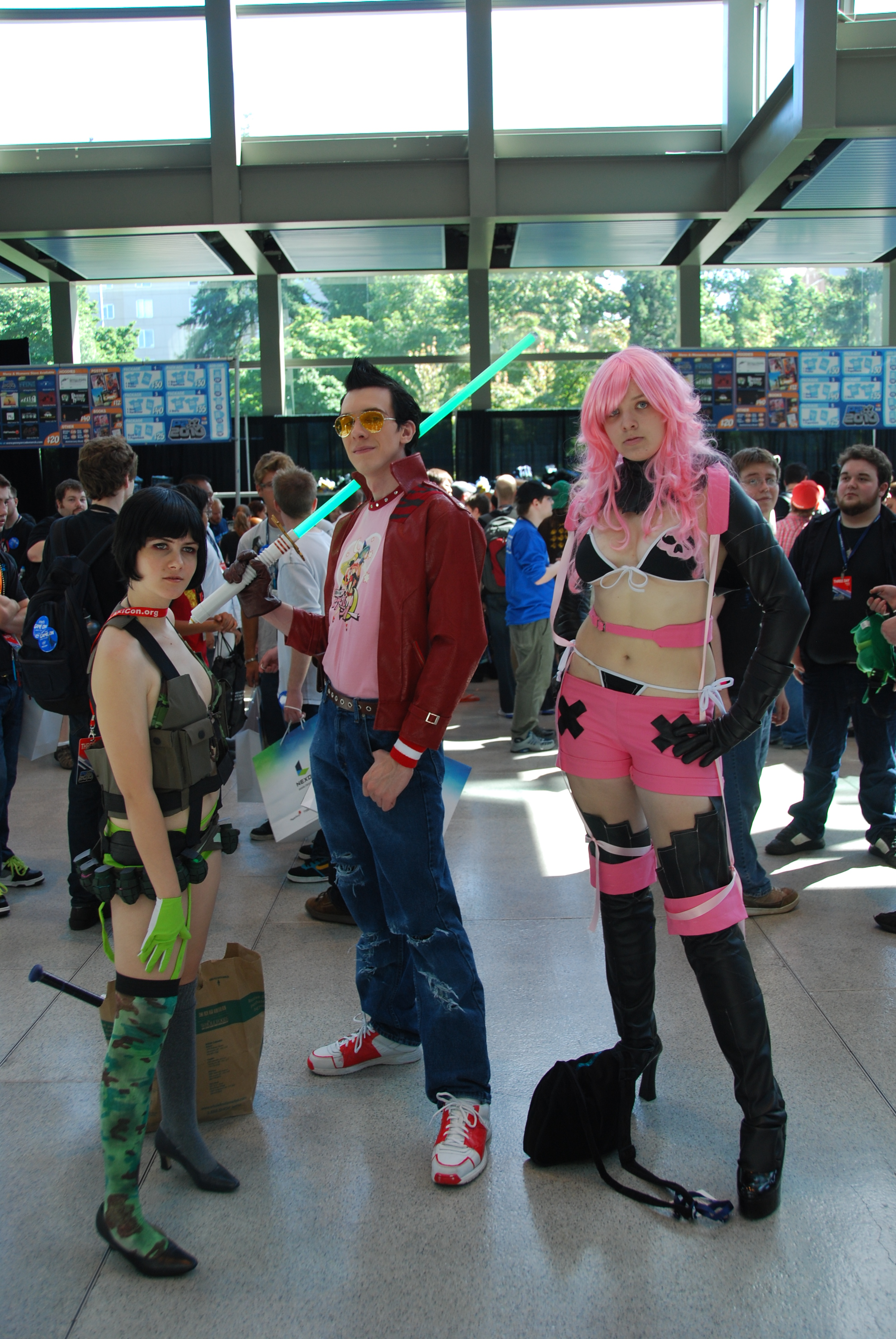
Cosplayer di No More Heroes. Da sinistra Holly Summers, Travis Touchdown ed Alice Twilight

No More Heroes (ノーモア★ヒーローズ?, Nō Moa Hīrōzu) è una serie di videogiochi di tipo avventura dinamica e hack and slash sviluppati dall'azienda giapponese Grasshopper Manufacture creati da Gōichi Suda, noto anche con lo pseudonimo di Suda51. Il titolo del gioco deriva dall'omonimo debutto del gruppo musicale punk britannico The Stranglers. Il videogioco segue le avventure di Travis Touchdown, appassionato di videogiochi, anime, manga e wrestling che, dopo aver vinto una spada laser a un'asta, è costretto ad affrontare in combattimento dieci assassini che tentano di ucciderlo. La saga ha avuto inizio con No More Heroes, uscito nel 2007 e di essa sono stati pubblicati cinque capitoli.

## Modalità di gioco
In No More Heroes, il giocatore controlla un giovane di nome Travis Touchdown. Il primo gioco ha un gameplay non lineare che consente a Travis di muoversi a piedi o sul suo scooter modificato "Schpeltiger". Scopo del gioco è quello di eliminare gli assassini più potenti della United Assassins Association (UAA). Vi sono numerose missioni secondarie che permettono a Travis di guadagnare soldi da spendere in armi, sessioni di addestramento, vestiti e videocassette. In molti dei giochi della saga viene richiesto del denaro da usare per pagare una quota d'iscrizione da spendere per combattere contro un assassino. In No More Heroes 2: Desperate Struggle il gameplay aperto è sostituito da una schermata della mappa e i minigiochi che Travis può fare per guadagnare denaro e diventare più forte sono di tipo azione, puzzle e corsa in stile 8 bit.
Sebbene il porting e le voci recenti contengano opzioni di controllo più tradizionali, i giochi principali sono progettati per supportare il combattimento con controllo del movimento. Sulla Nintendo Wii il controllo viene gestito tramite il telecomando Wii e l'attacco del Nunchuk, mentre il telecomando controlla la sua arma, la spada laser e il Nunchuk che muove Travis. La maggior parte degli attacchi viene eseguita premendo il pulsante "A", grazie al quale Travis può eseguire varie mosse speciali e un "colpo mortale" da effettuare seguendo alcune istruzioni riportate sullo schermo. Inoltre, dal momento che l'arma di Travis deve essere occasionalmente ricaricata premente il tasto "1" e scuotendo il controller. La spada di Travis può anche essere migliorata e sostituita parlando alla dottoressa Naomi. Sebbene l'arma non emuli perfettamente le posizioni del telecomando, è in grado di distinguere tra una posizione "alta" e una "bassa" che determina la posizione del personaggio e gli attacchi da lui effettuati. Oltre agli attacchi con la spada, Travis può dare calci e pugni, e quando i nemici sono storditi può scagliarli in una direzione a scelta facendo una mossa di wrestling da eseguire manipolando sia il telecomando Wii che il Nunchuk. Dopo aver ucciso con successo i nemici, Travis ha la possibilità di attivare una dark side mode che funziona soltanto se le tre icone di una slot machine che apparirà sullo schermo si allineano: grazie ad essa, Travis può sconfiggere numerosi nemici all'istante.
A partire da No More Heroes 2: Desperate Struggle, la serie ha introdotto personaggi giocabili aggiuntivi come Shinobu Jacobs e Henry Cooldown, che presentano dei moveset differenti rispetto a quelli di Travis. Il gioco ha anche ampliato il numero di mosse che Travis può fare, consentendogli di cambiare le spada durante i combattimenti e introducendo l '"indicatore di ecstasy", che premia il giocatore con potenziamenti passivi quando infligge con successo danni incontrastati, oltre a permettere al giocatore di attivare a piacere la dark side mode. In Travis Strikes Again: No More Heroes è stata introdotta la possibilità di equipaggiare gli "Skill Chips" (un riferimento alla saga di Gundam), che consentono al giocatore di utilizzare una serie di attacchi speciali di vario tipo.

## I giochi

### No More Heroes
Pubblicato per Nintendo Wii nel 2007, il primo capitolo della serie narra la vicenda di un otaku stereotipato e appassionato di wrestling di nome Travis Touchdown che vive in povertà nel motel No More Heroes della città californiana fittizia Santa Destroy. Rimasto senza soldi per comprare videogiochi e video di wrestling dopo per aver acquistato una spada laser a un'asta virtuale, decide di uccidere l'assassino Helter Skelter in cambio di denaro su proposta di una ragazza di nome Sylvia Christel. Portato a termine l'incarico, Travis scopre di essere stato inserito all'undicesimo posto della graduatoria della United Assassins Association (UAA), un'organizzazione di assassini, e diviene il bersaglio di altri aspiranti killer. Decide quindi di eliminare tutti i dieci assassini più potenti della UAA.
Il seguente No More Heroes: Heroes' Paradise (2010), uscito per PlayStation 3 e Xbox 360, presenta un porting migliorato. Un porting della versione originale è stato successivamente pubblicato per Nintendo Switch nel 2020 e Amazon Luna nel 2021.

### No More Heroes 2: Desperate Struggle
Pubblicato per Nintendo Wii nel 2010, No More Heroes 2: Desperate Struggle è ambientato tre anni dopo gli eventi del primo capitolo. Diventato l'assassino numero 1 della United Assassins Association (UAA), Travis si allontana dall'organizzazione e torna a condurre la vita che faceva un tempo a Santa Destroy. Affronta in combattimento Skelter Helter, che vuole vendicare la morte del fratello maggiore Helter Skelter comparso nel primo gioco. Dopo aver vinto la battaglia, Travis incontra Sylvia Christel, che lo informa che è classificato come il 51° miglior assassino. Ridotto in fin di vita, Skelter Helter li interrompe e avverte Travis che lui tornerà a vendicarsi assieme ad altri cospiratori.
Un porting di Desperate Struggle è stato successivamente pubblicato per Nintendo Switch nel 2020 e per Amazon Luna nel 2021.

### Travis Strikes Again: No More Heroes
Uscito originariamente per Nintendo Switch nel 2019, il gioco presenta una prospettiva dall'alto in contrasto con la visuale in terza persona dei capitoli che lo hanno preceduto. Travis Touchdown combatte Badman, il padre di Bad Girl, un'assassina che il giovane aveva sconfitto in passato. I due vengono risucchiati all'interno di una console per videogiochi posseduta e devono combattere contro i nemici che popolano il mondo dei videogiochi. Si tratta del secondo titolo della saga diretto da Suda dopo il primo capitolo No More Heroes. L'autore di videogiochi giapponese ha chiesto a diversi sviluppatori indipendenti di inserire dei contenuti creati appositamente per dei loro giochi. Sebbene faccia parte della saga di No More Heroes, Suda non considera il gioco un sequel diretto del precedente Desperate Struggle, ma un nuovo inizio per il personaggio Travis.
Un porting di Travis Strikes Again sottotitolato Complete Edition è uscito per PlayStation 4 e Windows più tardi nel 2019.

### No More Heroes III
Uscito il 27 agosto 2021 per Nintendo Switch, No More Heroes III si svolge 9 anni dopo No More Heroes 2 e 2 anni dopo Travis Strikes Again: No More Heroes e vede Travis tornare nella sua città natale di Santa Destroy dal suo esilio. Nel corso del suo viaggio si imbatte in un'enorme metropoli artificiale che galleggia nel mare e un misterioso oggetto volante in alto sopra la città. Travis ora deve difendere il mondo da un potentissimo esercito di alieni.

### Spin-off

#### No More Heroes: World Ranker
Pubblicato per Android e IOS nel 2012 per il solo mercato giapponese, i giocatori possono creare il proprio assassino e completare missioni, uccidendo gli assassini per salire di grado. Presentava controlli touchscreen ed elementi multiplayer/social. Il gioco è stato poi rimosso dai server.